# Leonardo Affede
Leonardo Affede (Roma, 26 aprile 1994) è un ex schermidore italiano, specializzato nella sciabola. Ha fatto parte della nazionale italiana e della squadra delle Fiamme Oro. Ha vinto la prima medaglia in assoluto per l'Italia nella storia dei Giochi olimpici giovanili, nella loro prima edizione a Singapore 2010, conquistando l'argento nella competizione individuale e l'oro in quella a squadre.

## Biografia
È figlio di Carola Cicconetti, ex schermitrice campionessa del mondo e olimpionica ai Giochi della XXIII Olimpiade di Los Angeles nel 1984.
E' ingegnere spaziale e astronautico, laureato all'Università degli Studi di Roma "La Sapienza" nel 2020.

## Carriera
È cresciuto nel Club Scherma Roma, per poi entrare a 17 anni nel Gruppo Sportivo Fiamme Oro della Polizia di Stato. È entrato a far parte della nazionale italiana di scherma dalle categorie giovanili per poi proseguire la sua carriera nella nazionale assoluta, conseguendo numerosi risultati nazionali e internazionali.
Nel 2010 fa parte della squadra azzurra di scherma che partecipa alla prima edizione dei Giochi Olimpici Giovanili a Singapore. Vince la prima medaglia nella storia dei Giochi per l'Italia, conquistando l'argento individuale, per poi laurearsi Campione Olimpico nella competizione a squadre miste.
Nel 2014 ai Mondiali Giovanili di Plovdiv vince la medaglia d'oro per l'Italia nella competizione a squadre, salendo sul gradino più alto del podio con i suoi compagni Luca Curatoli, Francesco D'Armiento e Francesco Bonsanto per la prima volta nella storia dell'Italia nella competizione iridata.
Nel 2015 partecipa alle XXVIII Universiadi di Gwangju, vincendo la medaglia di bronzo individuale.
Nel 2016 riporta il Gruppo Sportivo Fiamme Oro a vincere la medaglia d'oro ai Campionati Italiani Assoluti di scherma dopo 24 anni dall'ultimo successo, assieme ai suoi compagni di squadra Luca Curatoli, Riccardo Nuccio e Stefano Scepi. Nella stessa competizione vince la medaglia di bronzo individuale alle spalle di Luigi Samele e Giovanni Repetti.
Con gli stessi compagni, bissa il titolo nazionale a squadre nella competizione di Milano 2018.
Termina la sua carriera sportiva nell'aprile 2021.

## Palmarès

### Risultati élite
In carriera ha ottenuto i seguenti risultati:
Universiadi
Individuale
- Bronzo nella sciabola a Gwangju 2015

A squadre
Campionati italiani
Individuale
- Argento nella sciabola a Trieste 2013
- Bronzo nella sciabola a Roma 2016

A squadre
- Oro nella sciabola a Roma 2016
- Oro nella sciabola a Milano 2018
- Argento nella sciabola a Siracusa 2010
- Argento nella sciabola a Torino 2015
- Argento nella sciabola a Gorizia 2017
- Bronzo nella sciabola a Bologna 2012
- Bronzo nella sciabola a Trieste 2013

### Risultati giovani
Giochi olimpici giovanili
Individuale
- Argento nella sciabola a Singapore 2010

A squadre
- Oro nella competizione mista a Singapore 2010

Mondiali giovani
Individuale
- Bronzo nella sciabola a Baku 2010

A squadre
- Oro nella sciabola a Plovdiv 2014
- Argento nella sciabola a Amman 2011
- Argento nella sciabola a Parenzo 2013

Mondiali cadetti
Individuale
- Bronzo nella sciabola a Baku 2010
- Bronzo nella sciabola a Mar Morto 2011

Europei Under-23
Individuale
- Bronzo nella sciabola a Vicenza 2015
- Bronzo nella sciabola a Plovdiv 2016

A squadre
- Oro nella sciabola a Tblisi 2014
- Argento nella sciabola a Minsk 2017
- Bronzo nella sciabola a Toruń 2013
- Bronzo nella sciabola a Vicenza 2015

Europei giovani
Individuale
A squadre
- Oro nella sciabola a Budapest 2013
- Bronzo nella sciabola a Gerusalemme 2014

Europei cadetti
Individuale
- Bronzo nella sciabola a Klagenfurt 2011

A squadre
- Oro nella sciabola a Klagenfurt 2011
- Bronzo nella sciabola ad Atene 2010